# Вер (Аверон)
Вер (фр. Vère) је река у Француској. Дуга је 53 km. Улива се у Аверон. 